# Magali Bancel
Magali Bancel, född 23 oktober 1980 i Lyon i Frankrike, är en cirkusartist, cirkusregissör och utvecklingsledare för cirkus på Riksteatern. Hon har arbetat inom cirkusvärlden sedan hon var 17 år bland annat som kautschukartist, luftakrobat, Quick-change artist och Magic Creator. Hon är utbildad på Académie Fratellini i Paris, cirkushögskolan The Circus Space i London och cirkushögskolan CNAC i Châlons-en-Champagne.
Tillsammans med sin mor och syskon etablerade hon ett cirkuskompani, Compagnie Isis. Som cirkusartist har Magali Bancel medverkat i olika uppsättningar och för olika institutioner såsom Göteborgsoperan, Östgötateatern, Kungliga Operan och Cirkus Cirkör.
Sedan 2021 arbetar Magali Bancel på Riksteatern efter att regeringen hösten 2020 gett Riksteatern ett utökat uppdrag med fokus på att utveckla den samtida cirkusen. Genom sitt uppdrag på Riksteatern arbetar Magali Bancel för att cirkuskonsten ska nå ut över hela Sverige och att den samtida cirkusen ska spira.
Magali Bancel är dotter till lingvisten Pierre Bancel och skådespelaren Marie-Paule Bancel.